# Franz Becker (Forstmeister)
Franz Becker (* 3. Februar 1824 in Colbitz bei Magdeburg; † 14. März 1896 in Rüdersdorf bei Berlin) war ein preußischer Förster.

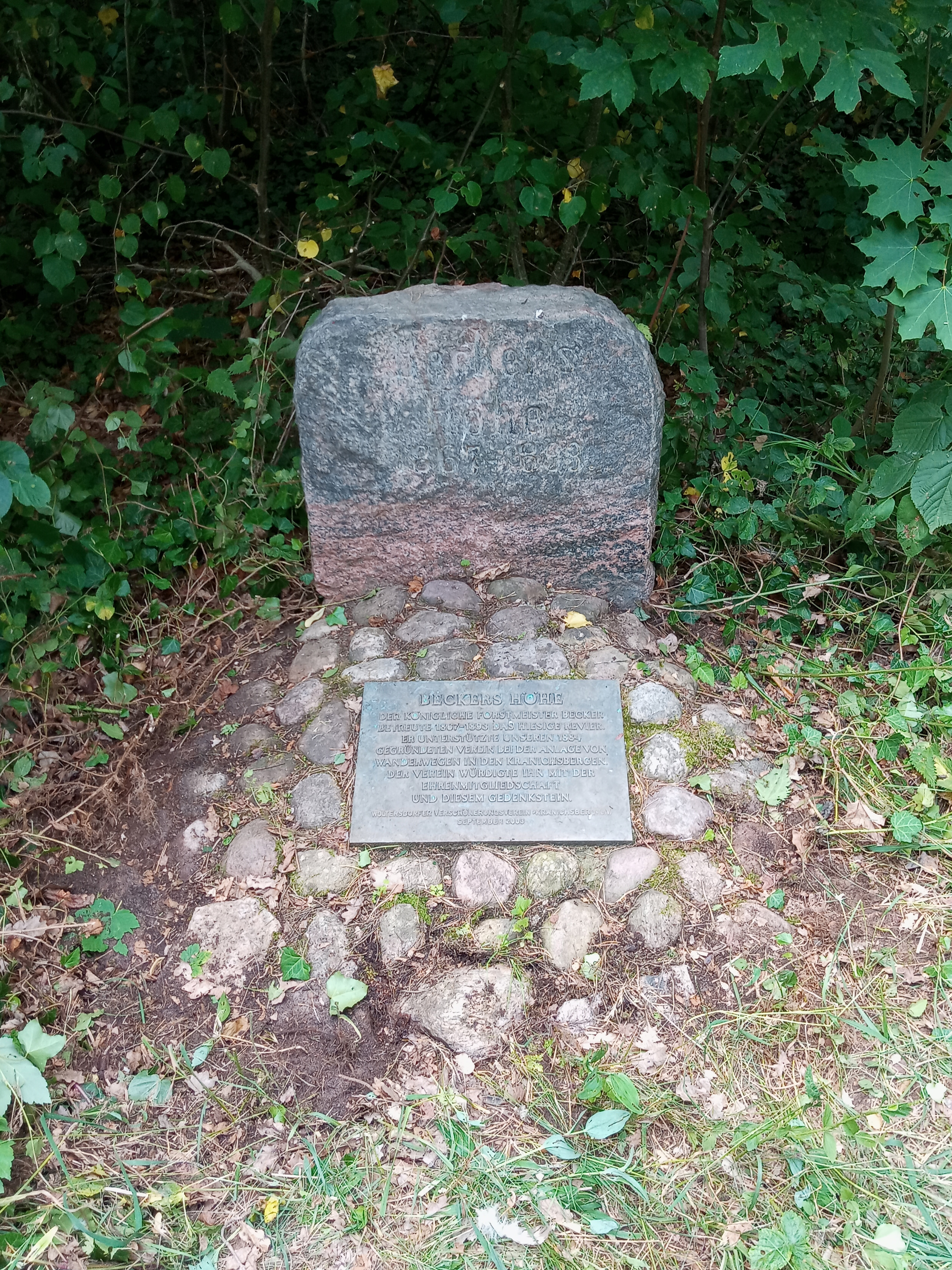
Gedenkstein Beckers Höhe

## Leben
Franz Becker wurde 1824 in Colbitz geboren. Seit 1865 war er im Forstrevier der königlichen Domäne Rüdersdorf beschäftigt. 1867 wurde er zum Forstmeister der Unterförsterei Kalksee. Dieses Amt versah er bis zu seiner Pensionierung 1893.

## Beckers Höhe
Forstmeister Becker unterstützte den Woltersdorfer Verschönerungsverein seit seiner Gründung 1884 bei seinem Bemühen, die Kranichsberge für Ausflugsgäste aus Berlin attraktiver zu machen. Als Forstmeister legte er zahlreiche Wanderwege in den Kranichsbergen an und erlaubte dem Verschönerungsverein das Aufstellen von Sitzbänken. Auch benannte er den westlichen Teil des Gestells T in der Rüdersdorfer Forst in Schmetterlingsweg um. Nach seinem Tod wurde die Anhöhe östlich des Aussichtsturms Beckers Höhe genannt und der Woltersdorfer Verschönerungsverein widmete ihm auf dem höchsten Punkt am Schmetterlingsweg einen Gedenkstein, der 2003 um eine Tafel ergänzt wurde.